# 유산등록
유산등록(heritage register)은 보존가치가 있다고 여겨지는 인공물 또는 자연물에 대한 목록을 작성하고 그 보존에 힘쓰는 일이다. 많은 국가들이 각자 고유의 유산등록제도를 운용하고 있다. 국제적으로는 세계유산이 유산등록의 역할을 한다.